# 円キャリー取引
円キャリー取引（えんキャリーとりひき）は「円借り取引」とも呼ばれ、円資金を借入れて相場商品や証券など一般には金融資産を保有し、一定期間後に資産を売却しその売却対価によって、資金を付利して返済し、差額により利益を得ようとする行為である。資産を保有すること、つまりポジションを持つ状態（正しくは、ロングポジションにあること）をキャリングというが、円をキャリングしているわけではない。

## 概要
円キャリー取引（円キャリートレード）は、円資金を借入れて様々な取引を行うことを指す。国際的にみて円が低金利の際に借入れて、円を売ってより高い利回りとなる外国の通貨、あるいは外国の通貨建ての株式、債券などで運用して「利ざや」を稼ぐ行為は、円キャリー取引と呼ばれている。
2000年代に活発だった円キャリー取引では、内外の機関投資家のほか、多くの個人投資家も参加した。個人がこの取引に入る形として注目されているものに外国為替証拠金取引(FX)がある。証拠金取引では、証拠金に比べて大きな取引をすることが可能だが、それは資金を借入れているのと同じ状態である。このような円キャリー取引の拡大もあって、本来は経常収支の黒字によって円高が進行するはずの日本で、円売りが多いために逆に円安が進行した。背景には日本の金利が2006年7月の日本銀行によるゼロ金利政策の解除以降も、なお絶対的にも国際的にも相当に低い水準にあったことがある。しかし、日本の金利が上昇したり円高が進行したりすると、円キャリー取引を継続することで為替差損が拡大するリスクが高まり、取引を解消(手仕舞い)しようと早めに円を買い戻す動き(巻き戻し)が出て円高が加速され急激な円高となることが懸念された。そのため、円キャリー取引は日本銀行の金融政策の新たな制約要因となっていた。実際には、2007年のサブプライムローン問題をきっかけとした世界同時不況により円キャリー取引の解消が始まり、円は買い戻しによって他の通貨に比べて急速に高くなった。また、2008年のリーマン・ショックによって顕在化した世界的金融危機で金利差が縮小、円高に拍車をかけた。対ドルについては、2007年に1ドル110円台後半から120円台前半だったものが、2009年11月には一時84円台まで上昇した。
円キャリー取引の資金の多くは日本の金融機関が用立てしている。そのためアメリカの株価が急落すれば、日本の金融機関は円キャリー取引の清算に失敗した海外の投資家達の不良債権を一気に抱えることになり、最終的なババを引かされる可能性があるため、円キャリー取引の行方は日本経済にとっても重要な問題である。

## 規模
06年9月時点で約46兆円であると推定されている。
マクロの観点でキャリートレードの規模を計算するためには日本の経常収支の黒字を足し上げることになる。これは一般的に想定されるFX取引や、金融機関やヘッジファンドなどが日本円を調達して海外債券などで運用するといった限定的なものだけがキャリートレードではないためである（広義）。国内で融資をうけている事業会社が、事業の一環として海外展開をおこない現地で事業所を建設した場合、あるいは国内で製造した製品を海外に販売し、現地通貨で保有しつづけている場合なども結果としてキャリートレードとなっている。彼らは非常に安定的なポジションの保有者である。もう一つの安定的なプレイヤーは国であり、外貨準備を通じた円のショートポジションを保有している。
マーケットリスクに敏感な円のキャリートレードの総和は、経常収支の黒字を累積したものから対外直接投資のネット流出額と外貨準備の純増額を引いたものが狭義のキャリートレードポジションであると理解すべきである。

## 円以外のキャリートレード

### ドルキャリートレード
2009年11月7日、スコットランドのセントアンドルーズでG20財務相・中央銀行総裁会議が開かれ、IMFが「ドルがキャリートレードの資金調達通貨となっている兆候がある」との報告書を公表した。

### ユーロキャリートレード
2010年12月22日、ウォールストリート・ジャーナルが脆弱なユーロをキャリートレード調達通貨として「人気」が上昇中と報道した。

### スイスフランキャリートレード
2011年2月25日、スイスのUBSが円とスイス・フランを調達通貨としたキャリートレードがプラスのリターンを回復しつつあると報道した。

### 人民元キャリートレード
2024年8月14日、中国の人民元が円キャリートレードの巻き戻しによって注目が集まっていると報道された。